# بوصير عنتري
البوصير العنتري (باللاتينية: Verbascum antari) نوع نباتي غير مؤكد يتبع جنس البوصير من الفصيلة الغدبية.

## الموئل والانتشار
موطنه بلاد الشام.